# Horbiv, Hoșcea
Horbiv (în ucraineană Горбів) este un sat în comuna Drozdiv din raionul Hoșcea, regiunea Rivne, Ucraina.

## Demografie
Componența lingvistică a localității Horbiv
     Ucraineană (99,65%)
     Alte limbi (0,35%)
Conform recensământului din 2001, majoritatea populației localității Horbiv era vorbitoare de ucraineană (99,65%), existând în minoritate și vorbitori de alte limbi.